# 天沼春樹
天沼 春樹（あまぬま はるき、1953年 - ）は、日本のドイツ文学者、作家、翻訳家。
日本児童文芸家協会元理事長。日本グリム協会副会長。日本ツェッペリン協会会長。

## 略歴
埼玉県川越市生まれ。川越市立仙波小学校、城南中学校、埼玉県立浦和高等学校卒業。中央大学大学院文学研究科博士課程満期退学。
『水に棲む猫』で第21回日本児童文芸家協会賞受賞。著述のほか、ドイツ硬式飛行船ツェッペリンをはじめ、飛行船の歴史・文化史の第一人者としても知られる。2005年日本国際博覧会（愛・地球博）を契機に環境にやさしい新時代の飛行船ツェッペリンNTを日本に導入した日本飛行船の顧問として参画し、飛行船事業の発展にも寄与している。この功績により） 2011年に日独交流150年「日独友好賞」を授与されている。

## 著書
- 『夢童子曼荼羅』（ブックヒルズ） 1989
- 『あれほしいよ』（津々井良絵、アスク講談社、あかちゃんじゃないもん・しつけ絵本） 1990
- 『飛行船帝国』（ほるぷ出版） 1993
- 『メルヘン標本箱』（NTT出版） 1993
- 『飛行船ものがたり』（NTT出版） 1995
- 『世界の怪奇伝説博物館』（くもん出版、ミステリーファイル） 1996
- 『水に棲む猫』（パロル舎） 1996
- 『猫町∞』（パロル舎） 1997
- 『子どものころ読んだおとぎ話37選』（編著、東京書籍） 1999
- 『旅うさぎ』（水野恵理画、パロル舎） 1999
- 『夢童子 転生奇譚集』（パロル舎） 1999
- 『アリストピア』（パロル舎） 2000
- 『ノアルの手紙』（新風舎） 2001
- 『「不思議な魔法」にかかる本』（三笠書房、王様文庫） 2001
- 『飛行船 空飛ぶ夢のカタチ』（KTC中央出版） 2002
- 『夢みる飛行船 イカロスからツェッペリンまで』（時事通信社） 2000
- 『カンパネルラ 機械仕掛けの少年の魔法の角笛』（パロル舎） 2001
- 『魔法世界への旅』（水月ルツ共著、東京書籍） 2003
- 『郵便配達マルコの長い旅』（毎日新聞社） 2004
- 『アントン・ベリーのながいたび』（鈴木出版、ひまわりえほんシリーズ） 2007
- 『リトル・レトロ・トラム』（理論社） 2007
- 『タイムマシンクラブ』1 - 3（香西美保共著、くもん出版） 2010
- 『ひこうせんでそらのさんぽ』（脚本、夏目尚吾絵、童心社、ゴーゴー! のりものかみしばい） 2010
- 『オレンジラインの列車にのって』（天沼春樹, 山田和明, 粕渕輝雄、交通新聞社） 2011
- 『くらやみざか 闇の絵巻』（西村書店東京出版編集部） 2015 - 幻想小説
- 『本当にあった? 世にも不思議なお話』（たからしげる編、共著、PHP研究所） 2017

## 翻訳
- 『不良とよばれたベン』（ヤン・デ・ツァンガー、金の星社） 1988
- 『狼がくるとき』（アルフレート・C・バウムゲルトナー、佑学社） 1989
- 『ながいおはなのハンス』（ジェームス・クリュス、ほるぷ出版） 1991
- 『働く僕ら』（太田蛍一、リブロポート） 1991
- 『ひこうせん』（ロクシー・マンロ、福武書店） 1991
- 『ブルーノはおかんむり』（カーチャ・メンズィング、福武書店） 1994
- 『われらスキンヘッズ』（マリー・ハーゲマン、ほるぷ出版） 1994
- 『グリムコレクション』1 - 4（パロル舎） 1996 - 2001
- 『ドロップス』（ヤン・デ・ツァンガー、パロル舎） 1996
- 『ラプンツェル』（グリム兄弟、パロル舎、絵本グリムの森） 1996
- 『いつかこの闇をぬけて』（インゲボルク・バイヤー、ほるぷ出版） 1997
- 『子どもに語る聖書』（小塩節共訳、こぐま社） 1998
- 『月』（グリム兄弟、パロル舎、絵本グリムの森） 1999
- 『空の旅』（ヘルマン・ヘッセ著、フォルカー・ミヒェルス編、ゼスト） 1999
- 『ひこうき』（イアン・グラハム、三浦智美共訳、岩崎書店、のりものスピード図鑑） 2000
- 『ふね』（イアン・グラハム、若松宣子共訳、岩崎書店、のりものスピード図鑑 ） 2000
- 『緑の石食い虫』（ベルンハルト・クナーベ、西村書店） 2000
- 『リックとリック』（エリック・バトゥー、ほるぷ出版） 2003
- 『きみがしらないひみつの三人』（ヘルメ・ハイネ作・絵、徳間書店） 2004
- 『ヒンデンブルク炎上』（ヘニング・ボエティウス、新潮文庫） 2004
- 『フェリックスとお金の秘密』（ニコラウス・ピーパー、徳間書店） 2008
- 『ドラゴンゲート』（ジェニー=マイ・ニュエン、柏書房） 2009
- 『ウィッチャーI エルフの血脈 (ウィッチャー) 』（アンドレイ・サプコフスキ、川野靖子共訳、ハヤカワ文庫） 2010
- 『アンデルセン童話全集』1 - 3（西村書店東京出版編集部） 2011 - 2013
- 『空とぶペーター』（フィリップ・ヴェヒター、徳間書店） 2013
- 『グリム童話全集 - 子どもと家庭のむかし話』（橋本孝, 天沼春樹共訳、西村書店東京出版編集部） 2013
- 『マッチ売りの少女 / 人魚姫』（H・C・アンデルセン、新潮文庫） 2015
- 『列車はこの闇をぬけて』（ディルク・ラインハルト、徳間書店） 2017
- 『アンデルセンの夢の旅』（西村書店） 2020 - 絵本

### 「宇宙英雄ローダン・シリーズ」（ハヤカワ文庫）
- 240)『緑の侵入者』（クラーク・ダールトン, ウィリアム・フォルツ） 1998
- 242)『ペルダシストの叛旗』（H・G・エーヴェルス, フォルツ） 1998
- 243)『エリスガンの地底帝国』（エーヴェルス, フォルツ） 1998
- 246)『虚空の獄舎』（エーヴェルス, フォルツ） 1998
- 256)『<ガトス・ベイ>不時着!』（ハンス・クナイフェル, ダールトン） 1999
- 257)『テラの密使と宙賊レディ』（エルンスト・ヴルチェク, エーヴェルス） 2000
- 259)『死者発! 救難インパルス』（ダールトン, H・G・フランシス） 2000
- 264)『イザンティムルの従者』（クナイフェル） 2000
- 269)『三惑星ウィルス包囲網』（クナイフェル, フランシス） 2001
- 272)『<マルコ・ポーロ>強行出撃!』（ヴルチェク, フォルツ、池田香代子共訳） 2001
- 273)『テラナーとサイノス』（クナイフェル, エーヴェルス、池田香代子共訳） 2001
- 278)『太陽系の楯』（エーヴェルス, フォルツ） 2002
- 281)『虚無への追放』（フォルツ, クルト・マール） 2002
- 284)『氷界から来た男』（フォルツ, エーヴェルス） 2002
- 288)『聖なる隕石の都市』（フランシス, フォルツ） 2003
- 292)『アラスの使命』（フォルツ, フランシス） 2003
- 296)『パラドックス知性体』（ヴルチェク） 2003
- 299)『旧ミュータントの帰還』（ヴルチェク, フォルツ） 2004
- 302)『パルピロンの闘技会』（エーヴェルス, ヴルチェク） 2004
- 307)『マークス惑星応答なし』（マール, フォルツ） 2005
- 312)『ノパロールの地下霊廟』（フォルツ, ダールトン） 2005
- 317)『サイナック脳の謀略』（マール, エーヴェルス） 2005
- 322)『静かな監視者の惑星』（ヴルチェク, クナイフェル） 2006
- 328)『地球最後の奇術師』（フォルツ, ダールトン） 2006
- 332)『超重族レティクロン』（フォルツ, エーヴェルス） 2007
- 337)『テラ=ルナ脱出作戦』（マール, フランシス） 2007
- 344)『メールストロームでの邂逅』（フォルツ, フランシス） 2008
- 352)『アウトサイダーの追跡』（クナイフェル, ヴルチェク） 2008
- 358)『異次元からの災厄』（エーヴェルス, ダールトン） 2009
- 366)『ベラグスコルス強奪』（フォルツ, クナイフェル） 2009
- 573)『炎の管理者』（エーヴェルス, デトレフ・G・ヴィンター） 2018
- 603)『階級闘技』（ツィーグラー&ダ―ルトン） 2019